# نمادپردازی کمونیستی
نمادپردازی کمونیست (انگلیسی: Communist symbolism) مجموعه‌ای از نمادها، نشان‌ها و علائمی است که نمایش گر آرمان‌های کمونیستی و سوسیالیستی هستند. این نشان‌ها موضوع‌هایی همچون انقلاب، پرولتاریا، خرده دهقان، کشاورزی، یا همبستگی بین‌المللی را به صورت نمادین نمایش می‌دهند.

## داس و چکش
داس و چکش نمادی از جنبش کمونیستی است. چکش نشانی از طبقه کارگر صنعتی (پرولتاریا) و داس نمادی برای کشاورزان است؛ هر دوی اینها با یکدیگر نمادی برای نشان دادن همبستگی و اتحاد این دو طبقه است.
داس و چکش برای نخستین بار در دوران انقلاب روسیه استفاده شد اما تا سال ۱۹۲۴ به عنوان نماد رسمی اتحاد جماهیر شوروی بکار نمی‌رفت. از زمان انقلاب روسیه داس و چکش به عنوان نماد احزاب کمونیستی و دولت‌های سوسیالیستی مختلفی بکار رفته‌است.

## ستاره سرخ
ستاره پنج پر سرخ نماد کمونیسم و همچنین سوسیالیسم است. ستاره سرخ نمادی انقلابی بعد از انقلاب اکتبر و در جریان جنگ داخلی روسیه پس از انقلاب بوده‌است. این نشان به صورت گسترده‌ای توسط احزاب مقاومت ضد فاشیستی و سازمان‌های زیر زمینی در اروپا در دوران سلطه حکومت‌های فاشیستی در اروپای پیش و در جریان جنگ جهانی دوم استفاده می‌شد. در دوران جنگ جهانی دوم این نشان به عنوان نماد ارتش سرخ کارگران و کشاورزان اتحاد جماهیر شوروی بکار می‌رفت.
پس از جنگ جهانی دوم این نشان توسط کشورهای بلوک شرق استفاده می‌شد تا نشان دهنده ماهیت سوسیالیستی این کشورها باشد.
در اتحاد جماهیر شوروی ستاره سرخ به عنوان نشان و نماد حزب کمونیست بود و به‌کارگیری آن در پرچم این کشور در کنار نشان داس و چکش نشان دهنده رهبری این حزب در شکل‌دهی به حکومت شورایی و کمونیستی طبقه کارگر بوده‌است. امروزه ستاره سرخ توسط بسیاری از احزاب و سازمان‌های سوسیالیست و کمونیست در سراسر جهان استفاده می‌شود.

## پرچم سرخ
پرچم سرخ اغلب در ترکیب با دیگر نشان‌های کمونیستی و نام احزاب بکار می‌رود. این پرچم در راهپیمایی‌ها و تجمع‌های کمونیستی و سوسیالیستی مانند راهپیمایی روز جهانی کارگر یا بلوک سرخ استفاده می‌شود.
پرچم سرخ معانی متعددی در طول تاریخ داشته‌است. معنای سیاسی مدرن آن از انقلاب ۱۸۷۱ فرانسه سرچشمه می‌گیرد. پس از انقلاب اکتبر، دولت اتحاد جماهیر شوروی از پرچم سرخ و یک داس و چکش به عنوان پرچم ملی خود استفاده کرد و از آن زمان تاکنون دولت‌ها و جنبش‌های سوسیالیسی از پرچم سرخ استفاده می‌کنند.

## پرچم سرخ و سیاه
پرچم سرخ و سیاه یک نماد عمومی برای جنبش‌های کمونیستی و آنارشیست است. این پرچم به عنوان نماد آنارکو-سندیکالیست‌ها در جریان جنگ داخلی اسپانیا استفاده می‌شد. رنگ سیاه در این پرچم نشانه آنارشیسم و رنگ سرخ نشان اندیشه‌های چپ گرایانه است. در طول زمان این پرچم تبدیل به نشان جنبش‌های دولت گرای چپ شد. این جنبش‌ها شامل جنبش ساندینیست‌ها و جنبش ۲۶ ژوئیه است. در مورد ساندینیست‌ها آن‌ها این پرچم را به دلیل ریشه‌های آنارشیستی خود پذیرفتند.

## انترناسیونال
انترناسیونال سرود جنبش سوسیالیستی است. این سرود یکی از شناخته شده‌ترین سرودهای جهان است که تقریباً به همه زبان‌های زنده ترجمه شده‌است.
این سرود از زمانی که در قرن نوزدهم ساخته شده و در بین‌الملل دوم به عنوان سرود رسمی تصویب شد، توسط کمونیست‌ها در سراسر جهان استفاده می‌شود. این سرود در سال ۱۹۱۸ به عنوان سرود روسیه شورایی و در سال ۱۹۲۲ به عنوان سرود اتحاد جماهیر شوروی برگزیده شد. این سرود البته در سال ۱۹۴۴ با سرود ملی اتحاد جماهیر شوروی جایگزین شد که بر مضمون‌های میهن‌پرستی سوسیالیستی تأکید داشت.

## چهره چه گوارا
طراحی چهره چه گوارا یک شمایل محبوب و بخشی از فرهنگ عامه در سراسر جهان شده‌است.
این عکس که آلبرتو کوردا از چه گوارا گرفته‌است تبدیل به یکی از مشهورترین عکس‌های قرن بیستم شد. عکس به یک طرح گرافیکی تک رنگ تبدیل شد و این طرح به صورتهای گوناگونی بر روی لباس‌ها، دیوارنگاری‌ها، پوسترها و وسایل مختلف چاپ و منتشر شده‌است.

## نشان سوسیالیستی

رهبران شوروری برای دوری از استفاده از نشان‌های اشراف و پادشاهی‌های اروپایی الگوی جدیدی از نشان‌ها را طراحی کردند که با انواع سنتی نشان‌ها متفاوت بود

بسیاری از دولت‌های کمونیستی به عمد از شکل‌ها و نشان‌های سنتی نجیب زادگی و اشراف اروپایی استفاده نمی‌کردند تا خودشان را از حکومت‌های پادشاهی که سرنگون کرده‌اند متمایز کنند. به جای نمادهای اروپایی، آن‌ها از الگوی نمادهای ملی که در اواخر دهه ۱۹۱۰ و اوایل دهه ۱۹۲۰ در روسیه شورایی و اتحاد جماهیر شوروی تصویب شده بود پیروی می‌کردند.
«نشان سوسیالیستی» که همچنین «نشان کمونیستی» نیز نامیده می‌شود، نامی است که برای الگوها و طرح‌های نمادین ملی استفاده شده توسط کشورها و دولت‌های کمونیستی است. اگر چه به‌طور معمول این طرح‌ها از نوع نشان (یا نشان‌های خانوادگی و اشرافی) به‌شمار می‌آمدند اما این الگوها و طرح‌ها با الگوهای سنتی نشان‌های خانوادگی و نجیب زادگی اروپایی متفاوت بود و به همین دلیل اصطلاح غیررسمی «نشان سوسیالیستی» برای این طرح‌ها به کار می‌رفت.

## نگارخانه

### داس و چکش

پرچم اتحاد جماهیر سوسیالیستی شوروی
پرچم ارتش کارگران و دهقانان چین
نماد بین‌الملل چهارم
نماد حزب کمونیست مکزیک
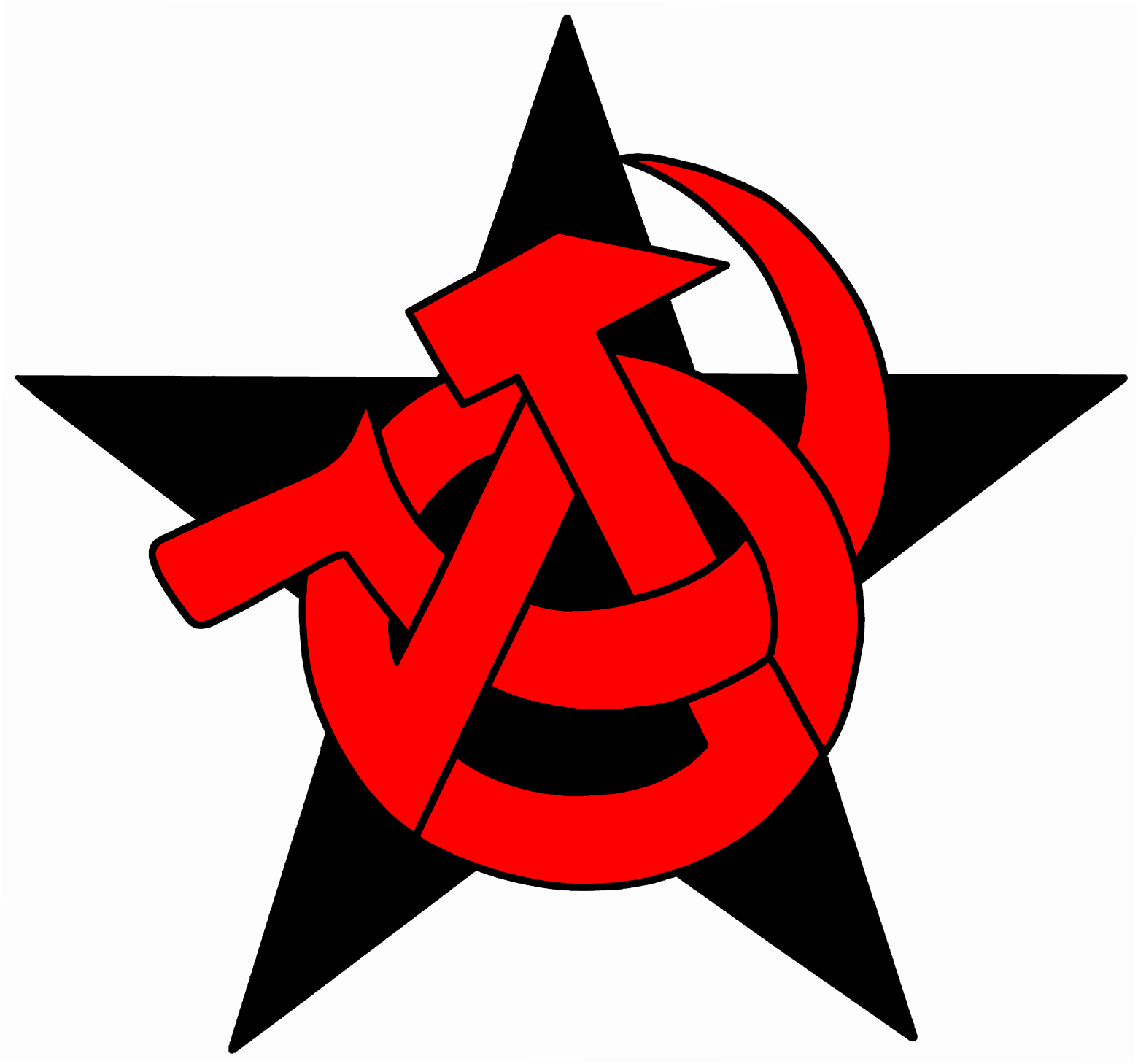
یک نوع از نمادهای آنارکو- کمونیسم

### ستاره سرخ

پرچم جبهه خلق
پرچم ییپی‌ها
پرچم ارتش رهایی‌بخش ملی زاپاتیستا
پرچم کره شمالی
پرچم جمهوری فدرال سوسیالیستی یوگسلاوی
پرچم حزب کارگران کردستان
پرچم یگان‌های مدافع خلق